# Terra Chá
Die Comarca Terra Chá (spanisch Tierra Llana) ist eine der 13 Comarcas der spanischen Provinz Lugo in der Autonomen Gemeinschaft Galicien.

## Geografie
Das Gebiet der Comarca liegt zentral in der Provinz Lugo und grenzt dort an die folgende Provinz Galiciens und Comarcas innerhalb der Provinz Lugo:
|                  | A Mariña Occidental                         | A Mariña Central |
| Provinz A Coruña | Kompassrose, die auf Nachbargemeinden zeigt | Meira            |
|                  | Lugo                                        |                  |

## Gliederung
Die Comarca umfasst neun Gemeinden (spanisch Municipios; galicisch Concellos) mit einer Fläche von 1.823,03 km², was 18,49 % der Fläche der Provinz Lugo und 6,16 % der Fläche Galiciens entspricht.
| Gemeinde          | Einwohner (2024) | Fläche km² | Dichte Einw./km² | Cod INE | Postleitzahl |
| ----------------- | ---------------- | ---------- | ---------------- | ------- | ------------ |
| Abadín            | 2.217            | 196,02     | 11               | 27001   | 27730        |
| Begonte           | 2.905            | 126,80     | 23               | 27007   | 27373        |
| Castro de Rei     | 5.041            | 176,97     | 28               | 27010   | 27250        |
| Cospeito          | 4.213            | 144,79     | 29               | 27015   | 27377        |
| Guitiriz          | 5.122            | 293,97     | 17               | 27022   | 27300        |
| Muras             | 600              | 163,82     | 4                | 27033   | 27836        |
| A Pastoriza       | 2.787            | 175,03     | 16               | 27044   | 27287        |
| Vilalba           | 13.787           | 379,36     | 36               | 27065   | 27800        |
| Xermade           | 1.698            | 166,27     | 10               | 27021   | 27833        |
| Comarca Terra Chá | 38.370           | 1.823,03   | 21               | –       | –            |